# José Carlos Cardoso
José Carlos Cardoso Silva (24 de abril de 1958) es un maestro y político uruguayo perteneciente al Partido Nacional.

## Biografía
Fue a la escuela Número 4 Juan Antonio Lavalleja (Rocha,Rocha,Uruguay).
Graduado de maestro en 1979; al año siguiente comienza a trabajar en una escuela rural. En 1984 inicia su actuación gremial en el departamento de Rocha, y también la actividad periodística en la radio Difusora Rochense y en el diario El País.
Desde 1988 integra la Juventud del Herrerismo. Al año siguiente es electo edil en su departamento. En 1994 es electo diputado para el periodo 1995-2000. Durante el gobierno de Jorge Batlle, acompaña a Antonio Mercader en la subsecretaría de Educación entre 2000 y 2002. En las elecciones de 2004 es electo nuevamente diputado para el periodo 2005 al 2010.
En su actuación parlamentaria ha trabajado en la comisión de Educación y Cultura. También ha tenido actuación a nivel del Mercosur, y ha realizado viajes a congresos y eventos educativos.
En las elecciones municipales de 2010 se postuló a Intendente en Rocha. 
El sábado 7 de febrero de 2010 fue elegido por la Convención Departamental de Rocha de su partido, nuevamente para postularse a la Intendencia Municipal. En esa oportunidad le acompañó como primer suplente  Roberto Rodríguez Pioli, destacado dirigente de nivel nacional del rival Partido Colorado, que ocupara la vicecancillería de la República y la Subsecretaría del Ministerio de Ganadería, Agricultura y Pesca. Esta alianza fue la primera que se da en el País a impulso de dirigentes de los llamados partidos tradicionales, con la intención de disputar con posibilidades los gobiernos del interior del país a la coalición de izquierda Frente Amplio.
De cara a las elecciones presidenciales de octubre de 2009, Cardoso encabezó el equipo de asesores de Luis Alberto Lacalle en materia de educación.
Desde mediados de agosto de 2009, José Carlos Cardoso ocupa un sillón en el Honorable Directorio del Partido Nacional.
Su actuación parlamentaria se destacó como consecuencia de sus intervenciones ante la eventual concreción del Proyecto Aratirí.
En las elecciones de 2014 es electo diputado, y también senador suplente; como el titular Carlos Enciso asume en la Intendencia de Florida, Cardoso ocupa el escaño senatorial por el periodo 2015-2020.
En 2015 subre un accidente en la ruta junto a su esposa e hijo; y queda hospitalizado.
En las elecciones departamentales de 2020, Cardoso se postuló una vez más a la Intendencia de Rocha; con su aporte contribuyó al triunfo del candidato ganador, el nacionalista Alejo Umpiérrez.